# Codringtonia parnassia
Codringtonia parnassia is een slakkensoort uit de familie van de Helicidae. De soort is endemisch in Griekenland.
Codringtonia parnassia werd voor het eerst wetenschappelijk beschreven als Helix sylvatica Var. Parnassia in 1855 door Roth.